# Zsolt Baumgartner
Zsolt Baumgartner (Debrecen, 1 de janeiro de 1981) é um ex-automobilista húngaro que disputou 20 provas de Fórmula 1 entre 2003 e 2004 pelas equipes Jordan e Minardi.

## Carreira
Iniciou a carreira no kart em 1994, tendo obtido 2vice-campeonatos da categoria Júnior em seu país. Sua estreia em categorias de monopostos foi em 1997, quando correu a Fórmula Ford 1800 alemã. Disputou ainda provas da Fórmula Renault francesa, Fórmula Renault 2.0 UK Winter Series (ambas em 1998), Eurocopa de Fórmula Renault, Fórmula Renault alemã (em 1999) e Fórmula 3 alemã (2000–2001).
Na Fórmula 3000 Internacional, representou as equipes F3000 Prost Junior Team, Coca-Cola Nordic Racing e Coloni, tendo marcado apenas 7 pontos em 27 etapas.

### Fórmula 1

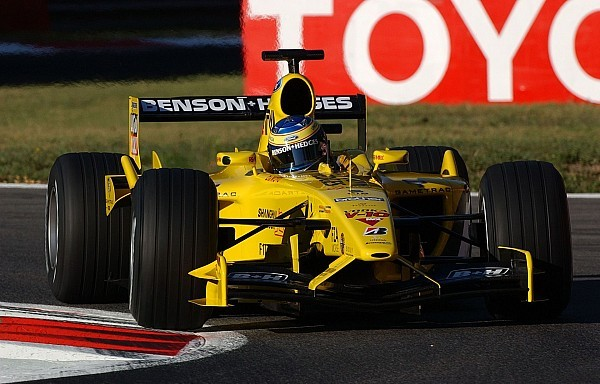
Baumgartner no GP da Itália de 2003, pela Jordan.

A estreia de Baumgartner na Fórmula 1 ocorreu em 2003, no GP da Hungria, como substituto de Ralph Firman na Jordan, após o irlandês sofrer um grave acidente nos treinos. A participação do húngaro (que desistiu de largar na prova da Fórmula 3000 para assumir a vaga de Firman) entrou para a história da categoria, que viu pela primeira vez um piloto nascido no Leste Europeu a disputar uma prova, e o segundo húngaro a pilotar um carro de F-1 (o primeiro havia sido Csaba Kesjár, durante um evento no circuito de Hungaroring em 1987). Baumgartner, que largou em 19º no grid, abandonou com problemas no motor.
Ele também disputou o GP da Itália, onde chegou em 11º. Baumgartner e seus representantes chegaram a criar um "clube de apoio", algo semelhante ao que havia ocorrido com o inglês Justin Wilson, ainda em 2003.

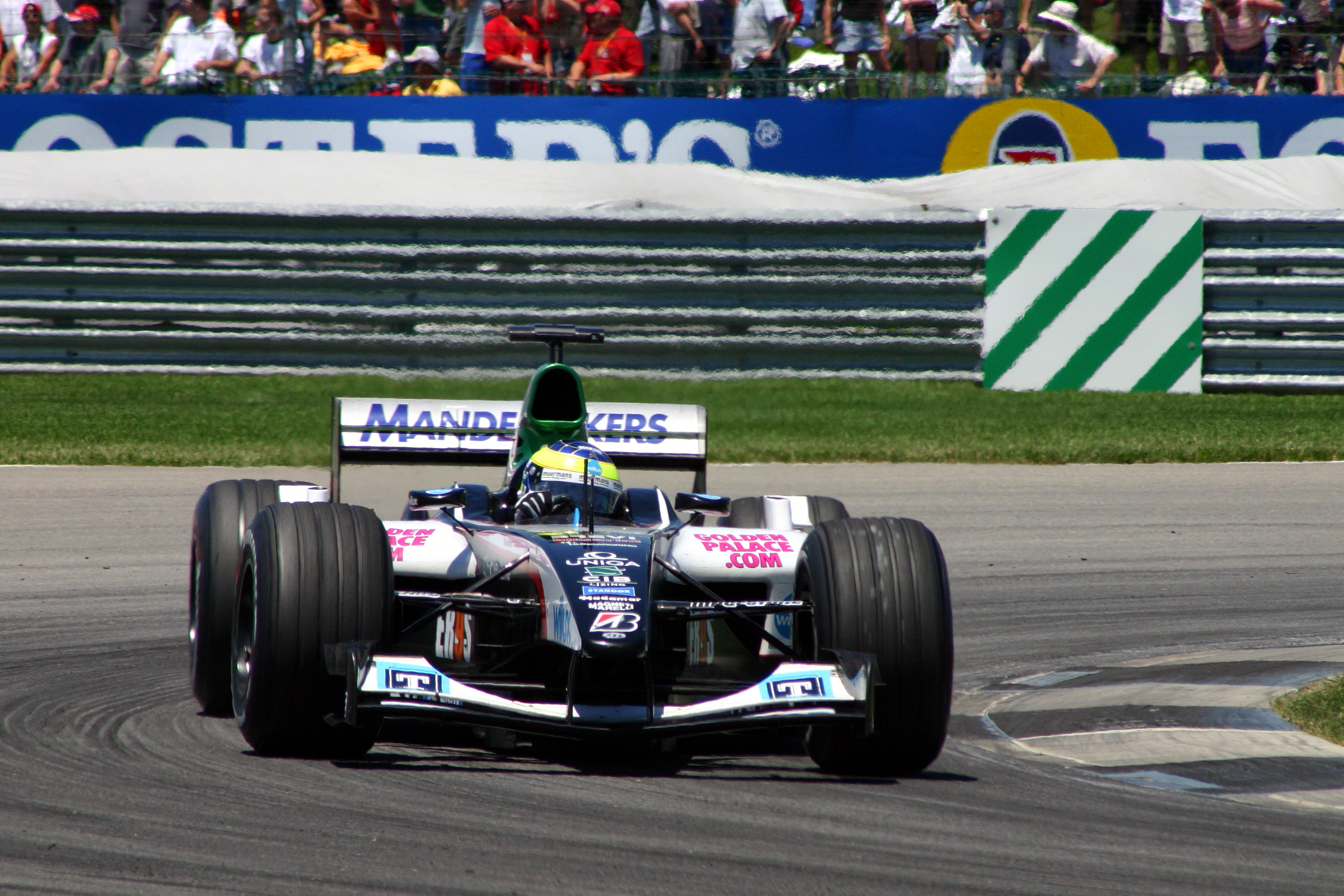
Baumgartner no GP dos Estados Unidos de 2004, onde marcou seu único ponto na Fórmula 1.

Contratado pela Minardi para a temporada 2004., não obteve destaque nas primeiras etapas, tendo apenas um 9º lugar em Mônaco e um 10º no Canadá como resultados de maior relevância (na época, apenas 8 pilotos pontuavam), conseguiu marcar o primeiro ponto da Minardi em 2 anos, quando chegou em 8º no GP dos Estados Unidos, aproveitando um erro de Giancarlo Fisichella, da Sauber, que rodou o carro próximo ao final da corrida, marcando o primeiro ponto de um europeu-oriental na história da Fórmula 1 e o único de sua carreira na principal categoria do automobilismo. Ao final do campeonato, o húngaro não obteve bons resultados e deixou a equipe de Faenza logo após o GP do Brasil.
Em fevereiro de 2005, negociou com a própria Minardi e com a Jordan, não tendo sucesso. Com a demissão de Patrick Friesacher por falta de patrocínio, Baumgartner tentou assumir a vaga do austríaco, mas Robert Doornbos foi escolhido para pilotar o Minardi PS05. O húngaro foi nomeado como piloto de testes da Jordan a partir do GP da Alemanha.

### Champ Car
Em março de 2007, assinou como piloto de testes da Minardi Team USA, que disputava a extinta Champ Car, trabalhando ainda como piloto de formação.

### Fórmula Superliga
A última participação de Baumgartner em categorias de monopostos foi na Fórmula Superliga, como test-driver do carro do Tottenham Hotspur, entre 2008 e 2010.

## Resultados na Fórmula 1
| Ano  | Equipe  | Chassis       | Motor        | 1       | 2      | 3       | 4      | 5       | 6     | 7      | 8      | 9     | 10      | 11      | 12     | 13      | 14      | 15     | 16     | 17      | 18     | WDC | Pts |
| ---- | ------- | ------------- | ------------ | ------- | ------ | ------- | ------ | ------- | ----- | ------ | ------ | ----- | ------- | ------- | ------ | ------- | ------- | ------ | ------ | ------- | ------ | --- | --- |
| 2003 | Jordan  | Jordan EJ13   | Ford V10     | AUS     | MAL    | BRA     | SMR    | ESP     | AUT   | MON    | CAN    | EUR   | FRA     | GBR     | ALE TD | HUN Ret | ITA 11  | EUA    | JAP    |         |        | 24º | 0   |
| 2004 | Minardi | Minardi PS04B | Cosworth V10 | AUS Ret | MAL 16 | BHR Ret | SMR 15 | ESP Ret | MON 9 | EUR 15 | CAN 10 | EUA 8 | FRA Ret | GBR Ret | ALE 16 | HUN 15  | BEL Ret | ITA 15 | CHN 16 | JAP Ret | BRA 16 | 20º | 1   |